# Salihli Belediyespor (volley-ball féminin)
Salihli Belediyespor est un club turc de volley-ball fondé en 1987 et basé à Salihli qui évolue pour la saison 2017-2018 en Türkiye Bayanlar Voleybol 1. Ligi.

## Effectifs

### Saison 2015-2016
| No                                     | Nom                                    | Date de naissance                      | Taille                         | Poids                          | Poste                          |
| -------------------------------------- | -------------------------------------- | -------------------------------------- | ------------------------------ | ------------------------------ | ------------------------------ |
| 1                                      | Elif Boran                             | 2 octobre 1992                         | 186                            |                                | Attaquante                     |
| 3                                      | Merve İzbilir                          | 2 décembre 1997                        | 175                            |                                | Libero                         |
| 4                                      | Elżbieta Skowrońska                    | 6 juillet 1983                         | 183                            | 71                             | Réceptionneuse-attaquante      |
| 5                                      | Bojana Radulović                       | 3 janvier 1984                         | 179                            | 63                             | Passeuse                       |
| 7                                      | Ana Bjelica                            | 3 avril 1992                           | 192                            | 82                             | Attaquante                     |
| 9                                      | Serpil Ersarı                          | 28 février 1990                        | 173                            |                                | Libero                         |
| 10                                     | Aslı Köprülü                           | 28 mars 1986                           | 181                            | 72                             | Réceptionneuse-attaquante      |
| 11                                     | Karina Ocasio                          | 1er août 1985                          | 192                            | 76                             | Réceptionneuse-attaquante      |
| 12                                     | Aslıhan Sinanoğlu                      | 25 octobre 1984                        | 185                            | 69                             | Centrale                       |
| 13                                     | Sabriye Gönülkırmaz                    | 17 mai 1994                            | 186                            | 78                             | Centrale                       |
| 14                                     | Merve Ateş                             | 28 mars 1986                           | 181                            | 72                             | Réceptionneuse-attaquante      |
| 15                                     | Selin Yurtsever                        | 27 août 1996                           | 180                            |                                | Passeuse                       |
| 16                                     | İkbal Albayrak                         | 15 octobre 1991                        | 182                            |                                | Centrale                       |
| ?                                      | Ceren Çağlar                           | 29 novembre 1992                       | 188                            | 80                             | Centrale                       |
| ?                                      | Dušanka Karić                          | 7 juin 1986                            | 189                            | 69                             | Réceptionneuse-attaquante      |
|                                        |                                        |                                        |                                |                                |                                |
| Encadrement technique                  | Encadrement technique                  |                                        | Légende                        | Légende                        | Légende                        |
| Entraîneur : Şahin Çatma               | Entraîneur : Şahin Çatma               | Entraîneur : Şahin Çatma               | : Capitaine                    | : Capitaine                    | : Capitaine                    |
| Entraîneur(s) adjoint(s) : Yunus Ünver | Entraîneur(s) adjoint(s) : Yunus Ünver | Entraîneur(s) adjoint(s) : Yunus Ünver | : Joueuse blessée actuellement | : Joueuse blessée actuellement | : Joueuse blessée actuellement |

| Équipe type : Salihli Belediyespor (volley-ball féminin)                                                  |
| \| Radulović · # 5 Skowrońska · # 4 Aslıhan · # 12 Bjelica · # 7 Aslı · # 10 İkbal · # 16 Serpil · # 9 \| |
| Radulović · # 5 Skowrońska · # 4 Aslıhan · # 12 Bjelica · # 7 Aslı · # 10 İkbal · # 16 Serpil · # 9       |

| Radulović · # 5 Skowrońska · # 4 Aslıhan · # 12 Bjelica · # 7 Aslı · # 10 İkbal · # 16 Serpil · # 9 |